# Stephen South
Stephen South (Harrow, Middlesex, 19 februari 1952) is een voormalig Brits autocoureur. Hij nam deel aan de Grand Prix van de Verenigde Staten West in 1980 voor het team McLaren, maar wist zich niet te kwalificeren en scoorde zo geen punten voor het wereldkampioenschap Formule 1.